# Marcantonio Raimondi

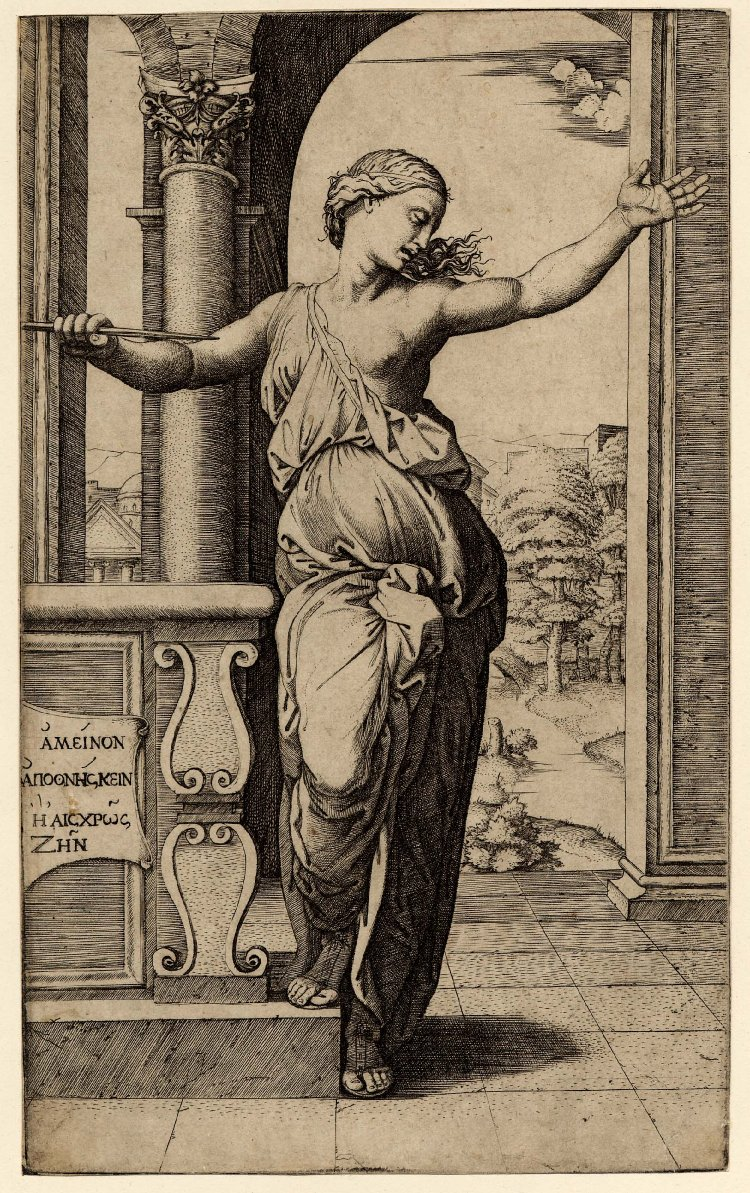
Lucretia, a partir de um desenho de Rafael.

Marcantonio Raimondi, ou simplesmente Marcantonio (c. 1480 – c. 1534), foi um  gravador italiano, conhecido como o primeiro  mestre da gravura na Itália. Sua primeira gravura identificada, Píramo e Tisbe, é de  1505 e dessa data até 1511, Marcantonio gravou cerca de 80 peças, que variam desde temas pagãos e mitológicos até cenas religiosas. Foi influenciado por Dürer, que esteve em Bolonha em 1506, cujas obras eram populares na Itália. Como Giulio Campagnola, tomou emprestado elementos das paisagens de Dürer e traços de Michelangelo.
Realizava cópias de obras de Dürer, inclusive do famoso monograma AD, fato que fez com que o artista alemão entrasse com um processo judicial em Veneza para garantir proteção legal a sua obra - um caso importante na história do direito de propriedade intelectual. Em 1510,
Em 1510, Marcantonio viajou para Roma e juntou-se ao círculo de Rafael, que o treinou e o ajudou pessoalmente. Criaram a chamada Il Baveria, uma escola que teve como alunos Marco Dente (Marco da Ravenna), Giovanni Jacopo Caraglio e Agostino de Musi (Agostino Veneziano).
Marcantonio e seus alunos continuaram a fazer cópias das obras de Rafael até a morte desse último em 1520. Em 1524, Marcantonio foi brevemente preso pelo Papa Clemente VII por ter elaborado o I modi, uma série de gravuras eróticas, a partir dos desenhos de Giulio Romano, com sonetos de Pietro Aretino. Com a intercessão do Cardeal Hipólito de Médici, Baccio Bandinelli e Pietro Aretino, foi solto.

### Informações Biográficas
- Artcyclopedia
- Catholic Encyclopedia
- Marcantonio Raimondi no Getty Museum